# Raport o stanie wiary
Raport o stanie wiary (wł. Rapporto sulla fede) – wywiad-rzeka z kard. Ratzingerem, przeprowadzony przez Vittorio Messoriego w 1985. Książka skupia się na stanie Kościoła katolickiego po Soborze Watykańskim II. Kard. Ratzinger odnosi się w wywiadzie krytycznie do tzw. hermeneutyki zerwania, kojarzonej z liberalnym nurtem obecnym na soborze.

## Poruszane tematy
- Duch i litera Soboru Watykańskiego II
- Kościół jako Kościół Boży
- Natura kapłaństwa
- Papiestwo, episkopat, rola konferencji biskupów
- Liberalizm, relatywizm i permisywizm współczesnego społeczeństwa
- Rola kobiet
- Sześć powodów ważnej roli Maryi
- Współczesna duchowość
- Godność liturgii i eucharystii
- Diabeł, anioły, czyściec i limbus
- Ekumenizm i jedność chrześcijan
- Teologia wyzwolenia, marksizm i kapitalizm
- Ewangelizacja i dlaczego Jezus jest jedynym Zbawicielem